# Кармона, Валтер
Валтер Кармона (порт. Walter Carmona, род. 21 июня 1957, Сан-Паулу) — бразильский дзюдоист, призёр Олимпийских игр и чемпионата мира.

## Карьера
Родился в 1957 году в Сан-Паулу. В 1979 году стал обладателем бронзовой медали чемпионата мира. В 1980 году принял участие в Олимпийских играх в Москве, но стал лишь 5-м в своей весовой категории, и 10-м — в абсолютной. В 1984 году на Олимпийских играх в Лос-Анджелесе стал обладателем бронзовой медали в весовой категории до 86 кг. В 1988 году принял участие в Олимпийских играх в Сеуле, но стал лишь 13-м.